# New Jersey Syndicate Tour
New Jersey Syndicate Tour fue una gira de conciertos por la banda de hard rock estadounidense Bon Jovi que se desarrolló entre 1988 y 1990. La visita masiva, el mundo de gran éxito se puso en apoyo de la banda multiplatino álbum de 1988 de Nueva Jersey.

## Fechas

### Parte 1: Europa
- 30 de octubre de 1988- RDS Arena, Dublín, Ireland, (Support Act Lita Ford)

- 31 de octubre de 1988- RDS Arena, Dublín, Ireland, (Support Act Lita Ford)

- 1 de noviembre de 1988  RDS Arena, Dublín, Ireland, (Support Act Lita Ford)

- 4 de noviembre de 1988  Schleyerhalle, Stuttgart, Germany, (Support Act Lita Ford)

- 6 de noviembre de 1988  Festhalle, Frankfurt, Germany, (Support Act Lita Ford)

- 8 de noviembre de 1988  Messehalle, Kassel, Germany, (Support Act Lita Ford)

- 10 de noviembre de 1988- Hallen Stadion, Zúrich, Switzerland, (Support Act Lita Ford)

- 11 de noviembre de 1988- Hallen Stadion, Zúrich, Switzerland, (Support Act Lita Ford)

- 13 November1988-Palasport, Florence, Italy, (Support Act Lita Ford)

- 14 November1988-Palaeur, Rome, Italy, (Support Act Lita Ford)

- 15 November1988- Palatrussardi, Milán, Italy, (Support Act Lita Ford)

- 16 November1988- Palatrussardi, Milán, Italy, (Support Act Lita Ford)

- 18 November1988- Frankenhalle, Núremberg, Germany, (Support Act Lita Ford)

- 20 November1988- Le Zenith, París, France, (Support Act Lita Ford)

- 21 November1988- Ahoy, Róterdam, The Netherlands, (Support Act Lita Ford)

- 24 November1988- Drammenhallen, Oslo, Norway, (Support Act Lita Ford)

- 25 de noviembre de 1988 - Scandinavium, Gothenburg, Sweden, (Support Act Lita Ford)

- 26 de noviembre de 1988 - Isstadion, Stockholm, Sweden, (Support Act Lita Ford)

- 28 de noviembre de 1988 -Icehall (Jäähalli), Helsinki, Finland, (Support Act Lita Ford)

- 2 de diciembre de 1988 - Scottish Exhibition and Conference Centre, Glasgow, Scotland, (Support Act Dan Reed Network)

- 3 de diciembre de 1988 - Scottish Exhibition and Conference Centre, Glasgow, Scotland, (Support Act Dan Reed Network)

- 5 de diciembre de 1988 - National Exhibition Centre, Birmingham, England, (Support Act Dan Reed Network)

- 6 de diciembre de 1988 - National Exhibition Centre, Birmingham, England, (Support Act Dan Reed Network)

- 8 de diciembre de 1988 - Wembley Arena, London, England, (Support Act Dan Reed Network)

- 9 de diciembre de 1988 - Wembley Arena, London, England, (Support Act Dan Reed Network)

- 11 de diciembre de 1988 -  National Exhibition Centre, Birmingham, England, (Support Act Dan Reed Network)

- 12 de diciembre de 1988 -  Wembley Arena, London, England, (Support Act Dan Reed Network)

- 13 de diciembre de 1988 -  Wembley Arena, London, England, (Support Act Dan Reed Network)

- 15 de diciembre de 1988 - Forest National, Brussels, Belgium, (Support Act Lita Ford)

- 16 de diciembre de 1988 - Westfalenhalle, Dortmund, Germany, (Support Act Cinderella,  Scorpions)

- 19 de diciembre de 1988 - Olympiahalle, Múnich, Germany, (Support Act Cinderella,  Scorpions)

### Parte 2: Japón/Hawaii
- 31 de diciembre de 1988 - Heat Beat Live, Tokio Dome, Tokio, Japan
- 1 de enero de 1989 - Heat Beat Live, Tokio Dome, Tokio, Japan
- 5 de enero de 1989 - Castle Hall, Osaka, Japan
- 6 de enero de 1989 - Castle Hall, Osaka, Japan
- 9 de enero de 1989 - Castle Hall, Osaka, Japan
- 10 de enero de 1989 - Rainbow Hall, Nagoya, Japan
- 11 de enero de 1989 - Rainbow Hall, Nagoya, Japan
- 13 de enero de 1989 -  Neal S. Blaisdell Center, Honolulu, HI, USA
- 14 de enero de 1989 -  Neal S. Blaisdell Center, Honolulu, HI, USA
- 15 de enero de 1989 -  Neal S. Blaisdell Center, Honolulu, HI, USA

### Parte 3: Norteamérica
- 26 de enero de 1989 - Reunion Arena, Dallas, TX, USA, (Support Act Skid Row)

- 27 de enero de 1989 - HemisFair Arena, San Antonio, TX, USA, (Support Act Skid Row)

- 29 de enero de 1989 -  Summit, Houston, TX, USA, (Support Act Skid Row)

- 30 de enero de 1989 - Frank Erwin Center, Austin, TX, USA, (Support Act Skid Row)

- 1 de febrero de 1989 - Mississippi Coast Coliseum, Biloxi, MS, USA, (Support Act Skid Row)

- 2 de febrero de 1989 - LSU Assembly Center, Baton Rouge, LA, USA, (Support Act Skid Row)

- 4 de febrero de 1989 -  Civic Center, Pensacola, FL, USA, (Support Act Skid Row)

- 5 de febrero de 1989 - Leon County Civic Center, Tallahassee, FL, USA, (Support Act Skid Row)

- 7 de febrero de 1989 -  Coliseum, Jacksonville, FL, USA
- 9 de febrero de 1989 - Miami Arena, Miami, FL, USA
- 10 de febrero de 1989 - Orlando Arena, Orlando, FL, USA
- 11 de febrero de 1989 - Hiram Bithorn Stadium, San Juan, Puerto Rico
- 14 de febrero de 1989 - Birmingham-Jefferson Civic Center, Birmingham, AL, USA
- 15 de febrero de 1989 - Omni, Atlanta, GA, USA
- 17 de febrero de 1989 - Coliseum, Charlotte, NC, USA
- 18 de febrero de 1989 - Dean Smith Center, Chapel Hill, NC, USA
- 20 de febrero de 1989 -  Murphy Center, Murfreesboro, TN, USA
- 22 de febrero de 1989 -  Mid-South Coliseum, Memphis, TN, USA
- 23 de febrero de 1989 -  Thompson-Boling Arena, Knoxville, TN, USA
- 26 de febrero de 1989 -  Rupp Arena, Lexington, KY, USA
- 28 de febrero de 1989 -  Coliseum, Hampton, VA, USA
- 2 de marzo de 1989 -  Civic Center, Providence, RI, USA
- 3 de marzo de 1989 -  Carrier Dome, Syracuse, NY, USA
- 6 de marzo de 1989 -  Civic Center, Hartford, CT, USA
- 7 de marzo de 1989 -  Capitol Center, Landover, MD, USA
- 8 de marzo de 1989 -  Spectrum, Philadelphia, PA, USA
- 10 de marzo de 1989 -  Nassau Coliseum, Uniondale, NY, USA
- 12 de marzo de 1989 -  Centrum, Worcester, MA, USA
- 13 de marzo de 1989 -  Centrum, Worcester, MA, USA
- 15 de marzo de 1989 -  Brendan Byrne Arena, East Rutherford, NJ, USA
- 21 de marzo de 1989 -  Joe Louis Arena, Detroit, MI, USA
- 22 de marzo de 1989 -  Roberts Stadium, Evansville, IN, USA
- 24 de marzo de 1989 -  Rosemont Horizon, Rosemont, IL, USA
- 25 de marzo de 1989 -  Richfield Coliseum, Richfield, OH, USA
- 26 de marzo de 1989 -  Market Square Arena, Indianápolis, IN, USA
- 28 de marzo de 1989 -  University Of Iowa, Iowa City, IA, USA
- 29 de marzo de 1989 -  Assembly Hall, Champaign, IL, USA
- 1 de abril de 1989 -  Bradley Center, Milwaukee, WI, USA
- 2 de abril de 1989 -  Hilton Coliseum, Ames, IA, USA
- 4 de abril de 1989 -  Metro Center, Minneapolis, MN, USA
- 5 de abril de 1989 -  Civic Center, Omaha, NE, USA
- 7 de abril de 1989 -  Arena, St. Louis, MO, USA
- 8 de abril de 1989 -  SIU Arena, Carbondale, IL, USA
- 10 de abril de 1989 -  Kansas Coliseum, Wichita, KS, USA
- 11 de abril de 1989 -  The Myriad, Oklahoma City, OK, USA
- 13 de abril de 1989 -  Kemper Arena, Kansas City, MO, USA
- 15 de abril de 1989 -  Municipal Auditorium, Lubbock, TX, USA
- 16 de abril de 1989 -  Pan Am Center, Las Cruces, NM, USA
- 18 de abril de 1989 -  Tingley Coliseum, Albuquerque, NM, USA
- 20 de abril de 1989 -  Compton Terrace, Phoenix, AZ, USA
- 21 de abril de 1989 -  Sports Arena, San Diego, CA, USA
- 22 de abril de 1989 -  Irvine Meadows, Irvine, CA, USA
- 24 de abril de 1989 -  Thomas & Mack Center, Las Vegas, NV, USA
- 26 de abril de 1989 - The Forum, Los Ángeles, CA, USA
- 27 de abril de 1989 - The Forum, Los Ángeles, CA, USA
- 29 de abril de 1989 -  Shoreline Amphitheater, Mountain View, CA, USA
- 29 de abril de 1989 -  Shoreline Amphitheater, Mountain View, CA, USA
- 2 de mayo de 1989 -  Salt Palace, Salt Lake City, UT, USA
- 3 de mayo de 1989 -  Salt Palace, Salt Lake City, UT, USA
- 5 de mayo de 1989 -  B.S.U. Pavilion, Boise, ID, USA
- 7 de mayo de 1989 -  Washington State, Pullman, WA, USA
- 8 de mayo de 1989 -  Memorial Coliseum, Portland, OR, USA
- 10 de mayo de 1989 -  Tacoma Dome, Tacoma, WA, USA (video shoot for "Lay Your Hands On Me")
- 11 de mayo de 1989 -  B.C. Place, Vancouver, BC, Canadá

### Parte 4: Norteamérica
- 27 de mayo de 1989 -  Val du Lakes, Hart, MI, USA
- 28 de mayo de 1989 -  Joe Louis Arena, Detroit, MI, USA
- 29 de mayo de 1989 -  Peoria Civic Center, Peoria, IL, USA
- 31 de mayo de 1989 -  Civic Center, Charleston, WV, USA
- 2 de junio de 1989 -  CNE Stadium, Toronto, ON, Canadá
- 3 de junio de 1989 -  Forum, Montreal, QC, Canadá
- 4 de junio de 1989 -  Coliseum, Quebec, QC, Canadá
- 6 de junio de 1989 -  Seashore Performing Arts Center, Old Orchard Beach, ME, USA (Rained Out; Rescheduled)
- 7 de junio de 1989 -  Civic Center, Providence, RI, USA
- 8 de junio de 1989 -  Poccono Downs Race Track, Wilkes-Barre, PA, USA
- 11 de junio de 1989 -  Giants Stadium, East Rutherford, NJ, USA
- 13 de junio de 1989 -  Civic Arena, Pittsburgh, PA, USA
- 14 de junio de 1989 -  Civic Arena, Pittsburgh, PA, USA
- 16 de junio de 1989 -  Point Stadium, Johnstown, PA, USA
- 17 de junio de 1989 -  Hershey Stadium, Hershey, PA, USA
- 19 de junio de 1989 -  Spectrum, Philadelphia, PA, USA
- 20 de junio de 1989 -  Spectrum, Philadelphia, PA, USA
- 21 de junio de 1989 -  Spectrum, Philadelphia, PA, USA
- 23 de junio de 1989 -  Civic Center, Hartford, CT, USA
- 24 de junio de 1989 -  Civic Center, Hartford, CT, USA
- 25 de junio de 1989 -  Race Track, Saratoga Springs, NY, USA
- 28 de junio de 1989 -  Great Woods, Mansfield, MA, USA
- 29 de junio de 1989 -  Great Woods, Mansfield, MA, USA
- 5 de julio de 1989 -  Silver Stadium, Rochester, NY, USA
- 6 de julio de 1989 -  Convention Center, Niagara Falls, ON, USA
- 8 de julio de 1989 -  Riverfront park, Mánchester, NH, USA
- 9 de julio de 1989 -  Orange County Fairground, Middletown, NY, USA
- 11 de julio de 1989 -  Capitol Center, Landover, MD, USA
- 12 de julio de 1989 -  Coliseum, Richmond, VA, USA
- 19 de julio de 1989 -  Starwood Amphitheatre, Nashville, TN, USA
- 20 de julio de 1989 -  Lakewood Amphitheatre, Atlanta, GA USA
- 23 de julio de 1989 -  Kiefer U.N.O Lakefront Arena, New Orleans, LA USA
- 28 de julio de 1989 -  Fiddler's Green, Denver, CO, USA
- 30 de julio de 1989 -  Expo Center, Topeka, KS, USA
- 31 de julio de 1989 -  Civic Auditorium, Omaha, NE, USA
- 1 de agosto de 1989 -  Met Center, Bloomington, MN, USA
- 2 de agosto de 1989 -  Five Seasons Center, Cedar Rapids, IA, USA
- 4 de agosto de 1989 -  Alpine Valley, East Troy, WI, USA

### Parte 5: Moscow Music Peace Festival y Milton Keynes
- 12 de agosto de 1989 - Moscow Music Peace Festival, Lenin Stadium, Moscow, Rusia (featuring Mötley Crüe, Ozzy Osbourne, Skid Row, Cinderella, The Scorpions, etc.)
- 13 de agosto de 1989 - Moscow Music Peace Festival, Lenin Stadium, Moscow, Rusia (featuring Mötley Crüe, Ozzy Osbourne, Skid Row, Cinderella, The Scorpions, etc.)
- 19 de agosto de 1989 - National Bowl, Milton Keynes, United Kingdom (substitute for Monsters of Rock festival, featuring Europe, Vixen, Skid Row, etc. Guests Steven Tyler and Joe Perry joined Bon Jovi onstage and perform the song "Walk This Way")

### Parte 6: Norteamérica
- 23 de agosto de 1989 -  The Castle, Charlevoix, MI, USA
- 25 de agosto de 1989 -   Winnipeg Arena, Winnipeg, MB, Canadá
- 26 de agosto de 1989 -   Agridome, Regina, SK, Canadá
- 28 de agosto de 1989 -   Saddledome, Calgary, AB, Canadá
- 29 de agosto de 1989 -   Coliseum, Edmonton, AB, Canadá
- 30 de agosto de 1989 -   Saskatchewan Place, Saskatoon, SK, Canadá
- 1 de septiembre de 1989 -  Event Center, Casper, WY, USA
- 2 de septiembre de 1989 -  Rushmore Plaza, Rapid City, SD, USA
- 3 de septiembre de 1989 -  Arena, Sioux Falls, SD, USA
- 7 de septiembre de 1989 -  Irvine Meadows, Irvine, CA, USA
- 8 de septiembre de 1989 -  Cal Expo, Sacramento, CA, USA
- 9 de septiembre de 1989 -  Cal Expo, Sacramento, CA, USA
- 10 de septiembre de 1989 -  Irvine Meadows, Irvine, CA, USA
- 12 de septiembre de 1989 - Veterans Memorial Colesium, Phoenix, AZ, USA
- 14 de septiembre de 1989 -  Convention Center, Tulsa, OK, USA
- 15 de septiembre de 1989 -  Hirsch Memorial Coliseum, Shreveport, LA, USA
- 16 de septiembre de 1989 -  Barton Coliseum, Little Rock, AR, USA
- 17 de septiembre de 1989 -  Coliseum, Jackson, MS, USA
- 19 de septiembre de 1989 -  Von Braun Center, Huntsville, AL, USA
- 21 de septiembre de 1989 -  Civic Center, Albany GA, USA
- 23 de septiembre de 1989 -  Civic Center, Lakeland, FL, USA
- 27 de septiembre de 1989 -  Civic Center, Mobile, AL, USA
- 4 de octubre de 1989 -   Riverfront Coliseum, Cincinnati, OH, USA

### Parte 7: Australia/Nueva Zelanda
- 30 de octubre de 1989 -  Brisbane Entertainment Centre, Brisbane, Australia
- 31 de octubre de 1989 -  Brisbane Entertainment Centre, Brisbane Australia
- 3 de noviembre de 1989 -  Sídney Entertainment Centre, Sídney, Australia
- 4 de noviembre de 1989 -  Sídney Entertainment Centre, Sídney, Australia
- 11 de noviembre de 1989 -  Memorial Drive, Adelaide, Australia
- 13 de noviembre de 1989 -  Melbourne Entertainment Centre, Melbourne, Australia
- 14 de noviembre de 1989 -  Melbourne Entertainment Centre, Melbourne, Australia
- 18 de noviembre de 1989 - Western Springs Stadium, Auckland, New Zealand

### Parte 8: Europa
- 29 de noviembre de 1989 - Cascais, Portugal
- 1 de diciembre de 1989 - Palacio de Desportes, Madrid, Spain
- 2 de diciembre de 1989 - Barcelona, Spain
- 3 de diciembre de 1989 - Velódromo de Anoeta, San Sebastián, Spain
- 4 de diciembre de 1989 - Virgin Megastore, París, France (free acoustic show)
- 5 de diciembre de 1989 - Palais des Sports, París, France
- 6 de diciembre de 1989 - Ahoy, Róterdam, The Netherlands
- 7 de diciembre de 1989 - Sporthalle, Cologne, Germany
- 8 de diciembre de 1989 - Alsterdorfer Sporthalle, Hamburg, Germany
- 9 de diciembre de 1989 - Weser-Ems-Halle, Oldenburg, Germany
- 11 de diciembre de 1989 - Copenhague, Denmark
- 13 de diciembre de 1989 -  Ice Hall, Helsinki, Finland
- 15 de diciembre de 1989 - Globen Arena, Stockholm, Sweden
- 16 de diciembre de 1989 - Scandinavium, Gothenburg, Sweden
- 18 de diciembre de 1989 - Oslo, Norway
- 21 de diciembre de 1989 - Olympiahalle, Múnich, Germany
- 22 de diciembre de 1989 - Zúrich, Switzerland
- 23 de diciembre de 1989 - Festhalle, Frankfurt, Germany

### Parte 9: Inglaterra/Irlanda del norte/Irlanda
- 2 de enero de 1990 - Wembley Arena, London, England
- 3 de enero de 1990 - Wembley Arena, London, England
- 4 de enero de 1990 - Wembley Arena, London, England
- 6 de enero de 1990 - Kings Hall, Belfast, Northern Ireland
- 7 de enero de 1990 -   Point Depot, Dublín, Ireland
- 8 de enero de 1990 -   Point Depot, Dublín, Ireland
- 10 de enero de 1990 - Hammersmith Odeon, London, England
- 11 de enero de 1990 - Hammersmith Odeon, London, England
- 12 de enero de 1990 - Hammersmith Odeon, London, England
- 13 de enero de 1990 - Hammersmith Odeon, London, England
- 14 de enero de 1990 - Hammersmith Odeon, London, England
- 15 de enero de 1990 - Hammersmith Odeon, London, England
- 16 de enero de 1990 - Hammersmith Odeon, London, England

### Parte 10: Latinoamérica
- 18 de enero de 1990 -  Maracanã Stadium, Río de Janeiro, Brasil
- 19 de enero de 1990 -  Maracanã Stadium, Río de Janeiro, Brasil
- 28 de enero de 1990 -  Estadio El Campin, Bogotá, Colombia
- 1 de febrero de 1990 -  Buenos Aires, Argentina
- 6 de febrero de 1990 -  Estadio Nacional, Santiago, Chile
- 9 de febrero de 1990 - Monterrey, México
- 10 de febrero de 1990 - Monterrey, México
- 16 de febrero de 1990 - Guadalajara, México
- 17 de febrero de 1990 - Guadalajara, México

### Conciertos benéficos
- 23 de diciembre de 1990 -  Christmas Benefit, Count Basie Theater, Red Bank, NJ, USA
- 31 de diciembre de 1990 - Tokio Dome, Tokio, Japan
- 3 de enero de 1991 - Yokohama Arena, Yokohama, Japan
- 5 de enero de 1991 - Rainbow hall, Nagoya, Japan
- 6 de enero de 1991 - Osaka Castle Hall, Osaka, Japan
- 9 de enero de 1991 - Osaka Castle Hall, Osaka, Japan
- 21 de diciembre de 1991 -  Christmas Benefit, Count Basie Theater, Red Bank, NJ, USA